# Fluoreto de rutênio(VI)
Hexafluoreto de Rutênio, ou Fluoreto de Rutênio(VI) (RuF6), é um composto de rutênio e flúor  e é um dos dezessete compostos binários conhecidos de flúor.

## Leitura complementar
- Gmelins Handbuch der anorganischen Chemie, Sistema Nr. 63, Rutênio, Suplemento, pp. 266-268.